# Bahnrad-Weltcup 1994
Der UCI-Bahnrad-Weltcup 1994 war ein Wettbewerb im Bahnradsport und bestand aus vier Läufen in Bassano del Grappa, Kopenhagen, Hyères und Colorado Springs.

## Resultate

### Männer
| Disziplin                                         | Sieger                                                               | Zweiter                                                             | Dritter                                                                 |
| Bassano del Grappa, Italien 17.–19. Mai           | Bassano del Grappa, Italien 17.–19. Mai                              | Bassano del Grappa, Italien 17.–19. Mai                             | Bassano del Grappa, Italien 17.–19. Mai                                 |
| ------------------------------------------------- | -------------------------------------------------------------------- | ------------------------------------------------------------------- | ----------------------------------------------------------------------- |
| 1000-Meter-Zeitfahren                             |                                                                      |                                                                     |                                                                         |
| Sprint                                            |                                                                      |                                                                     |                                                                         |
| Keirin                                            |                                                                      |                                                                     |                                                                         |
| Teamsprint                                        |                                                                      |                                                                     |                                                                         |
| Einerverfolgung                                   |                                                                      |                                                                     |                                                                         |
| Mannschaftsverfolgung                             |                                                                      |                                                                     |                                                                         |
| Punktefahren                                      |                                                                      |                                                                     |                                                                         |
| Ausscheidungsfahren                               |                                                                      |                                                                     |                                                                         |
| Scratch                                           |                                                                      |                                                                     |                                                                         |
| Kopenhagen, Dänemark 3.–5. Juni                   |                                                                      |                                                                     |                                                                         |
| 1000-Meter-Zeitfahren                             | Florian Rousseau                                                     | José Moreno Periñan                                                 | Dirk Jan van Hameren                                                    |
| Sprint                                            | Jens Fiedler                                                         | Michael Hübner                                                      | Roberto Chiappa                                                         |
| Keirin                                            | Michael Hübner                                                       | Marty Nothstein                                                     | Darryn Hill                                                             |
| Teamsprint                                        | Frankreich Florian Rousseau Frédéric Magné Fabrice Colas             | Deutschland Michael Scheurer Jens Fiedler Michael Hübner            | Italien Adler Capelli Roberto Chiappa Federico Paris                    |
| Einerverfolgung                                   | Philippe Ermenault                                                   | Jan Bo Petersen                                                     | Jens Lehmann                                                            |
| Mannschaftsverfolgung                             | Deutschland Guido Fulst Jens Lehmann Danilo Hondo Christian Bach     | Dänemark Jan Bo Petersen Frederik Bertelsen Jimmi Madsen Lars Olsen | Frankreich Philippe Ermenault Carlos Da Cruz Cyril Bos Éric Samoyeault  |
| Punktefahren                                      | Carsten Wolf                                                         | Franz Stocher                                                       | Jens Veggerby                                                           |
| Scratch                                           | Gabriel Curuchet                                                     | Cyril Bos                                                           | Erik Weispfennig                                                        |
| Punktefahren                                      | Erik Weispfennig                                                     | Jan Bo Petersen                                                     | Mauro Trentini                                                          |
| Hyères, Frankreich 1.–3. Juli                     |                                                                      |                                                                     |                                                                         |
| 1000-Meter-Zeitfahren                             | Jens Glücklich                                                       | Frédéric Lancien                                                    | Dirk Jan van Hameren                                                    |
| Sprint                                            | Roberto Chiappa                                                      | Bill Huck                                                           | Florian Rousseau                                                        |
| Keirin                                            | Federico Paris                                                       | Frédéric Magné                                                      | Curt Harnett                                                            |
| Teamsprint                                        | Frankreich Florian Rousseau Frédéric Lancien Benoît Vétu             | Italien Federico Paris Roberto Chiappa Gianluca Capitano            | Deutschland Jens Glücklich Christian Schink Bill Huck                   |
| Einerverfolgung                                   | Philippe Ermenault                                                   | Juan Martinez                                                       | Eduard Grizun                                                           |
| Mannschaftsverfolgung                             | Dänemark Frederik Bertelsen Jesper Verdi Michael Steen Nielsen       | Italien Christiano Citton Federico De Beni Patuelli Mauro Trentini  | Philippe Ermenault Hervé Dagorne Éric Samoyeault Jean-Michel Monin      |
| Punktefahren                                      | Jukka Heikkainnen                                                    | Federico De Beni                                                    | Franz Stocher                                                           |
| Ausscheidungsfahren                               | Andreas Beikirch                                                     | Jens Veggerby                                                       | Franz Stocher                                                           |
| Scratch                                           | Roland Garber                                                        | Anthony Stirrat                                                     | Jukka Heikkainen                                                        |
| Colorado Springs, Vereinigte Staaten 19.–21. Juli |                                                                      |                                                                     |                                                                         |
| 1000-Meter-Zeitfahren                             | Sören Lausberg                                                       | Shane Kelly                                                         | Gianluca Capitano                                                       |
| Sprint                                            | Roberto Chiappa                                                      | Curt Harnett                                                        | Darryn Hill                                                             |
| Keirin                                            | Federico Paris                                                       | Curt Harnett                                                        | José Jaime González                                                     |
| Teamsprint                                        | Italien Gianluca Capitano Roberto Chiappa Federico Paris             | Australien Shane Kelly Gary Neiwand Darryn Hill                     | Trinidad und Tobago Gene Samuel Michael Philipps Clinton Grant          |
| Einerverfolgung                                   | Stuart O’Grady                                                       | Kent Bostick                                                        | Serge Ferreira                                                          |
| Mannschaftsverfolgung                             | Australien Brett Aitken Stuart O’Grady Oliver Woods Tim O’Shannessey | Deutschland Robert Bartko Guido Fulst Danilo Hondo Olaf Pollack     | Vereinigte Staaten Adam Laurent Zachary Conrad Dirk Copeland Matt Hamon |
| Punktefahren                                      | Jimmi Madsen                                                         | Dirk Copeland                                                       | Stuart O’Grady                                                          |
| Ausscheidungsfahren                               | Brett Aitken                                                         | Carsten Wolf                                                        | Giovanni Lombardi                                                       |
| Scratch                                           | Dean Woods                                                           | Erik Weispfennig                                                    | Klaus Kynde                                                             |

### Frauen
| Disziplin                                         | Siegerin                                | Zweite                                  | Dritte                                  |
| Bassano del Grappa, Italien 17.–19. Mai           | Bassano del Grappa, Italien 17.–19. Mai | Bassano del Grappa, Italien 17.–19. Mai | Bassano del Grappa, Italien 17.–19. Mai |
| ------------------------------------------------- | --------------------------------------- | --------------------------------------- | --------------------------------------- |
| 500-Meter-Zeitfahren                              |                                         |                                         |                                         |
| Sprint                                            |                                         |                                         |                                         |
| Einerverfolgung                                   |                                         |                                         |                                         |
| Punktefahren                                      |                                         |                                         |                                         |
| Kopenhagen, Dänemark 3.–5. Juni                   |                                         |                                         |                                         |
| 500-Meter-Zeitfahren                              | Félicia Ballanger                       | Galina Jenjuchina                       | Tanya Dubnicoff                         |
| Sprint                                            | Galina Jenjuchina                       | Ingrid Haringa                          | Tanya Dubnicoff                         |
| Einerverfolgung                                   | Marion Clignet                          | Jane Eickhoff                           | Barbara Ganz                            |
| Punktefahren                                      | Evi Gensheimer                          | Gunhild Orn                             | Samantha Costa                          |
| Scratch                                           | Galina Jenjuchina                       | Jelena Loskutowa                        | Christel Werckx                         |
| Hyères, Frankreich 1.–3. Juli                     |                                         |                                         |                                         |
| Sprint                                            | Félicia Ballanger                       | Ingrid Haringa                          | Tanya Dubnicoff                         |
| Einerverfolgung                                   | Tea Vikstadt-Nyman                      | Swetlana Potemkina                      | Barbara Ganz                            |
| Scratch                                           | Ina-Yoko Teutenberg                     | Nathalie Even                           | Christel Werckx                         |
| Colorado Springs, Vereinigte Staaten 19.–21. Juli |                                         |                                         |                                         |
| 500-Meter-Zeitfahren                              | Félicia Ballanger                       | Tanya Dubnicoff                         | Janie Eickhoff                          |
| Sprint                                            | Tanya Dubnicoff                         | Félicia Ballanger                       | Nathalie Even                           |
| Einerverfolgung                                   | Kathryn Watt                            | Janie Eickhoff                          | Anke Wichmann                           |
| Scratch                                           | Mira Kasslin                            | Nathalie Even                           | Belem Guerro                            |

- Die Resultate sind nur teilweise recherchierbar.